# Dispatch box

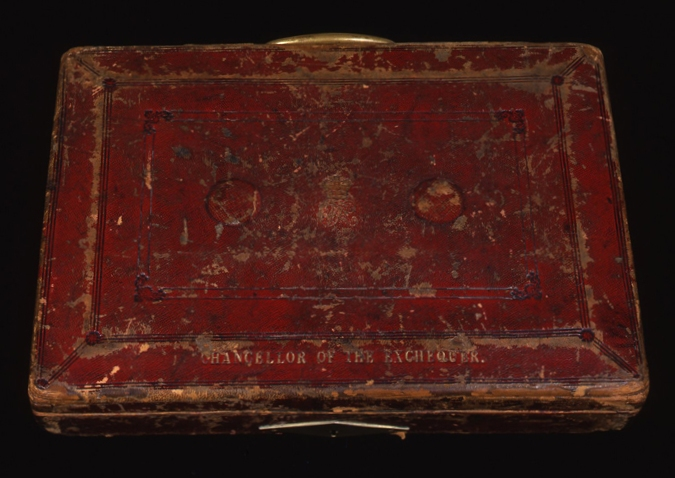
Die im Vereinigten Königreich vermutlich bekannteste dispatch box: die Budget Box des britischen Schatzkanzlers, welche jährlich bei Übermittlung des Haushaltsentwurfs der Presse präsentiert wird.

Eine dispatch box (alternative Schreibweise: despatch box) ist eine Truhe, die von Mitgliedern der britischen Regierung für den Transport von offiziellen Dokumenten verwendet wird.

## Dispatch boxes in der britischen Regierung
Im Vereinigten Königreich sind diese Truhen, deren Aussehen dem eines Aktenkoffers ähnelt, traditionell rot und tragen das Monogramm des Monarchen. Sie werden von Kabinettsministern einschließlich des Premierministers sowie von den in ihren Behörden und Ministerien tätigen Beamten verwendet, um Dokumente zu transportieren, auszutauschen oder einem anderen Minister oder dem Monarchen zur Prüfung vorzulegen. Sie sind daher als eine Art traditionelle Amtsinsignie anzusehen. In einem Interview aus dem Jahr 2005 enthüllte der damalige Premierminister Tony Blair, dass die meisten Minister nun Laptops anstelle von Papierdokumenten in ihren Truhen transportieren.
Neben diesen bekannten red boxes gibt es eine schwarze Truhe. Sie enthält (partei)politische Einschätzungen, Warnungen etc. zu bestimmten Themenfeldern, die der Premierminister von seinen politischen Beratern einholt, um darüber informiert zu bleiben, wie die Basis seiner Partei über verschiedene Themen denkt. Außerdem führte Robert Armstrong, zwischen 1970 und 1975 der Büroleiter und Privatsekretär Edward Heaths und Harold Wilsons, eine blaue Truhe mit rotem Streifen für streng vertrauliche Staatsdokumente, Geheimdienstberichte etc. ein, zu der nur der Premierminister selbst sowie sein Büroleiter und Privatsekretär Zugriff hatten.

## Parlamentarische dispatch boxes
In den Parlamenten des Vereinigten Königreichs und Australiens gibt es zudem je zwei hölzerne dispatch boxes, die als Rednerpulte dienen. Eine Truhe ist dabei der Regierung und die andere der Opposition zugedacht. Der Premierminister und der Führer der Opposition sitzen in unmittelbarer Nähe der jeweiligen Truhe. Minister und Schattenminister wenden sich bei ihren Reden von den dispatch boxes aus ans Parlament.
Die Truhen enthalten des Weiteren Bibeln und andere heilige Schriften, die zur Vereidigung von neuen Abgeordneten verwendet werden.
Im englischen Sprachgebrauch spricht man häufig von der performance at the dispatch box eines Abgeordneten. Gemeint sind damit seine Fähigkeiten, was Reden vor dem Parlament und insbesondere die Vertretung der Parteilinie betrifft.

### Australisches Parlament

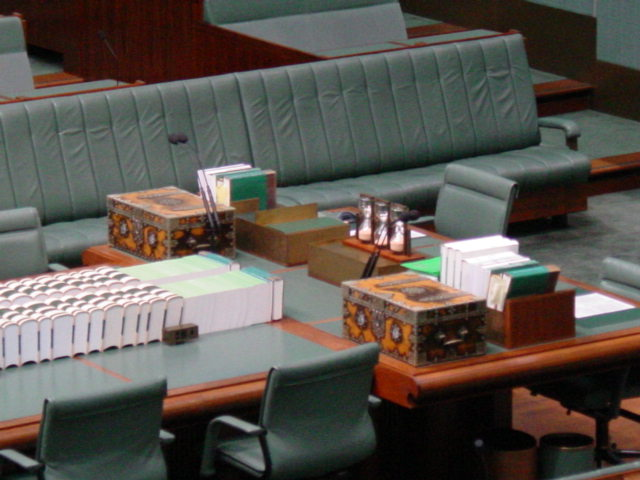
Dispatch boxes im australischen Parlament.

Die dispatch boxes im australischen Parlament waren ein Geschenk König Georgs V. anlässlich der Eröffnung des Old Parliament House in Canberra am 9. Mai 1927. Sie wurden aus Palisander gefertigt und sind mit Emaille- und Silberverzierungen geschmückt. Die Innenseite des Deckels jeder Truhe trägt eine von König Georg unterschriebene Inschrift.
Der Senat verfügt über zwei Rednerpulte, die einem ähnlichen Zweck dienen.

### Parlament des Vereinigten Königreichs
Die dispatch boxes des Unterhauses des Vereinigten Königreichs waren ein Geschenk Neuseelands anlässlich des Wiederaufbaus des Parlamentsgebäudes nach dem Zweiten Weltkrieg. Die berühmteste dispatch box, die vornehmlich dem Premierminister sowie dem Führer der Opposition dient, wurde ursprünglich in der Länge eines Schwertes entworfen, um die beiden Gegner davon abzuhalten, sich gegenseitig anzugreifen. Die Truhen wurden den australischen dispatch boxes nachempfunden.
Die Truhe der Regierungsseite enthält eine Reihe von heiligen Schriften verschiedener Religionen. Dazu gehören eine Bibel und ein Koran. Die Truhe der Oppositionsseite enthält eine verbrannte Bibel, die während des Zweiten Weltkriegs im Zuge der Zerstörung des Unterhauses durch eine deutsche Fliegerbombe beschädigt wurde. Ebendiese Bibel befand sich zum Zeitpunkt des Einschlags der Fliegerbombe auf dem Tisch in der Mitte des Saales und konnte weitgehend intakt geborgen werden.
Es wird berichtet, dass die Truhe der Regierungsseite in jüngster Zeit ernsthafte (und potenziell irreparable) Schäden durch eine Gewohnheit des ehemaligen Premierministers Gordon Brown (2007–2010) erlitten haben soll. Browns Gewohnheit, Papiere mit einem Filzstift durchzudrücken, soll dazu geführt haben, dass die Oberfläche der Truhe schwarze Stiftspuren trägt.